# سکیرکا
سکیرکا (به بلغاری: Sekirka) یک منطقهٔ مسکونی در بلغارستان است که در شهرستان کیرکوفو واقع شده‌است.